# 寝屋川市立池田小学校
寝屋川市立池田小学校（ねやがわしりつ いけだしょうがっこう）は、大阪府寝屋川市池田二丁目にある公立小学校。
従来の寝屋川市立西小学校、寝屋川市立成美小学校、寝屋川市立北小学校の3校の校区を分離再編し、1966年（昭和41年）に開校した。その後寝屋川市立池田第二小学校（現在の寝屋川市立桜小学校）を分離している。

## 沿革
- 1966年4月 - 寝屋川市立池田小学校として開校。
- 1968年10月 - 校歌制定。
- 1970年9月 - 留守家庭児童会設置
- 1971年4月 - 寝屋川市立池田第二小学校（現在の寝屋川市立桜小学校）が分離開校。
- 1976年4月 - 校区変更（第一次）。従来の校区の一部を池田第二小学校校区へ分離。
- 1978年4月 - 校区変更（第二次）。従来の校区の一部を池田第二小学校校区へ分離。
- 1980年4月 - 養護学級設置。
- 2004年5月 - ビオトープ完成。

## 学校行事
| - 4月 入学式、始業式 - 5月 - 6月 | - 7月 終業式 - 8月 始業式 - 9月 | - 10月 運動会、修学旅行 - 11月 - 12月 終業式 | - 1月 始業式 - 2月 - 3月 6年生を送る会、卒業式、修了式 |

## 通学区域
- 池田一丁目から三丁目、池田東町、池田本町1から12、石津南町1から7、大利町、北大利町、桜木町、若葉町[1]

## 進学先中学校
- 寝屋川市立第二中学校[1]

## 交通
- 京阪本線 寝屋川市駅 北へ約1.6km。

## 服装
キンキ制服が製造する標準服を着用する。

## 著名な出身者
- 山口裕次郎 - 社会人野球選手